# Bażane Druhe
Bażane Druhe (ukr. Бажане Друге, do 2024 Żełanne Druhe, Желанне Друге) – wieś na Ukrainie, w obwodzie donieckim, w rejonie pokrowskim, w hromadzie Marjinka. W 2001 liczyła 240 mieszkańców.